# 当麻寺駅
当麻寺駅（たいまでらえき）は、奈良県葛城市當麻にある、近畿日本鉄道（近鉄）南大阪線の駅。駅番号はF21。通常では急行は通過するが、牡丹開花時には隣の二上神社口駅と共に急行が臨時停車する。

## 歴史
- 1929年（昭和4年）3月29日：大阪鉄道の古市 - 久米寺（現在の橿原神宮前）間開通時に開業[1]。
- 1943年（昭和18年）2月1日：関西急行鉄道が大阪鉄道を合併[1]。関西急行鉄道天王寺線の駅となる。
- 1944年（昭和19年）6月1日：戦時統合により関西急行鉄道が南海鉄道（現在の南海電気鉄道の前身。後に再独立）と合併[1]。近畿日本鉄道南大阪線の駅となる。
- 2007年（平成19年）4月1日：PiTaPa使用開始[2]。
- 2013年（平成25年）12月21日：終日無人駅化。

## 駅構造
相対式2面2線ホームを持つ地平駅。ホーム有効長は4両分。駅舎（改札口）は大阪阿部野橋方面行きホームの尺土寄りにあり、反対側の橿原神宮前方面行きホームへは構内踏切で連絡している。トイレは改札内にあり、男女別の水洗式。
無人駅で、PiTaPa・ICOCA対応の自動改札機および自動精算機（回数券カードおよびICカードのチャージに対応）が設置されている。

### のりば
| のりば | 路線       | 方向 | 行先             |
| ------ | ---------- | ---- | ---------------- |
| 1      | F 南大阪線 | 下り | 橿原神宮前方面   |
| 2      | F 南大阪線 | 上り | 大阪阿部野橋方面 |

## 当駅乗降人員
近年における1日乗降人員の調査結果は以下の通り。
- 2023年11月7日：1,305人
- 2022年11月8日：1,363人
- 2021年11月9日：1,198人
- 2018年11月13日：1,324人
- 2015年11月10日：1,464人
- 2012年11月13日：1,363人
- 2010年11月9日：1,444人
- 2008年11月18日：1,485人
- 2005年11月8日：1,670人

## 利用状況
近年の1日平均乗車人員は以下の通りである。
| 年度               | 1日平均 乗車人員 |
| ------------------ | ---------------- |
| 1995年（平成7年）  | 1,035            |
| 1996年（平成8年）  | 1,034            |
| 1997年（平成9年）  | 1,009            |
| 1998年（平成10年） | 995              |
| 1999年（平成11年） | 956              |
| 2000年（平成12年） | 924              |
| 2001年（平成13年） | 916              |
| 2002年（平成14年） | 888              |
| 2003年（平成15年） | 883              |
| 2004年（平成16年） | 858              |
| 2005年（平成17年） | 853              |
| 2006年（平成18年） | 837              |
| 2007年（平成19年） | 819              |
| 2008年（平成20年） | 804              |
| 2009年（平成21年） | 790              |
| 2010年（平成22年） | 781              |
| 2011年（平成23年） | 736              |
| 2012年（平成24年） | 741              |
| 2013年（平成25年） | 773              |
| 2014年（平成26年） | 746              |
| 2015年（平成27年） | 774              |
| 2016年（平成28年） | 768              |
| 2017年（平成29年） | 758              |
| 2018年（平成30年） | 764              |
| 2019年（令和元年） | 774              |

## 駅周辺

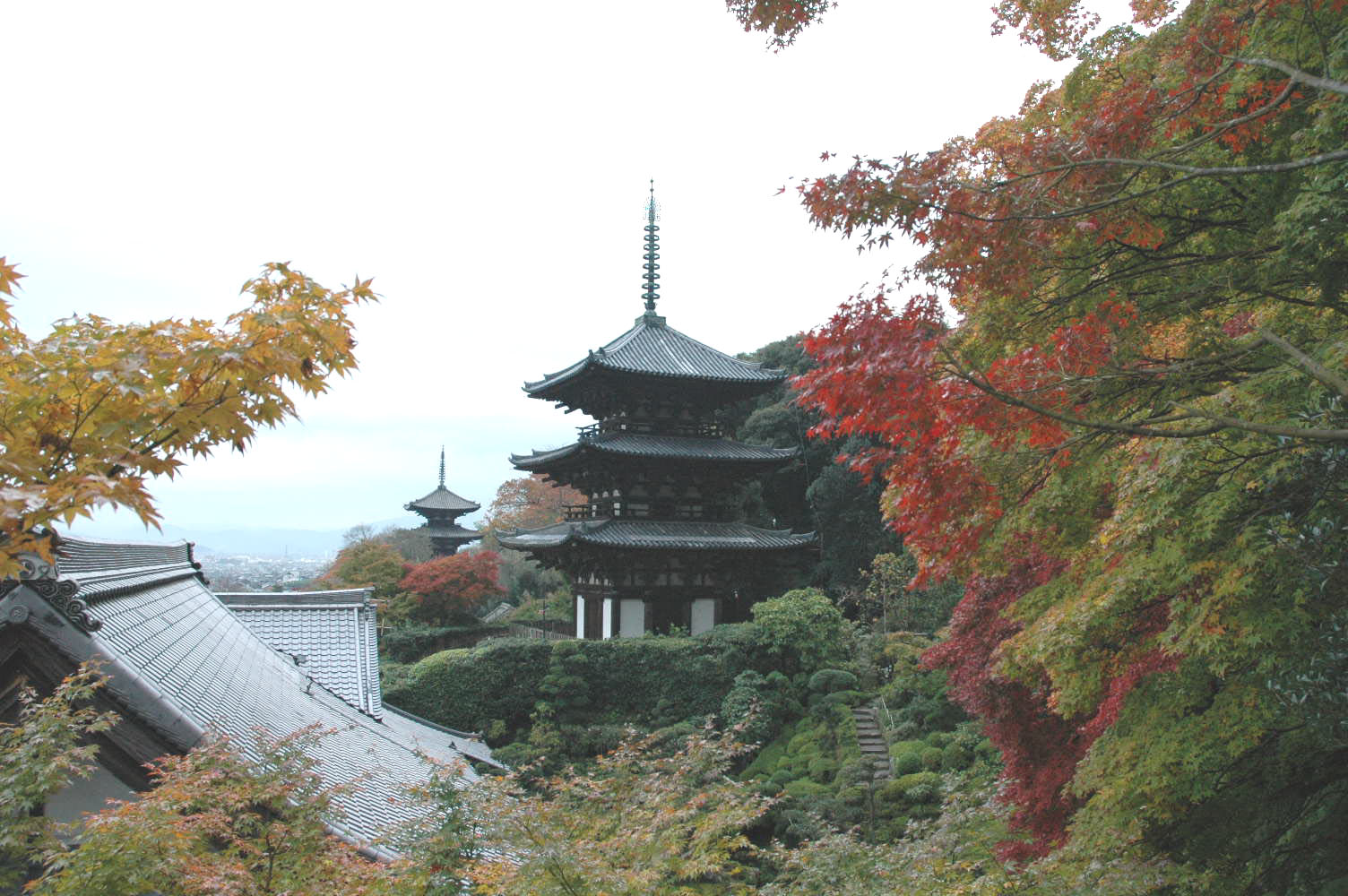
当麻寺 西塔（手前）・東塔（奥）

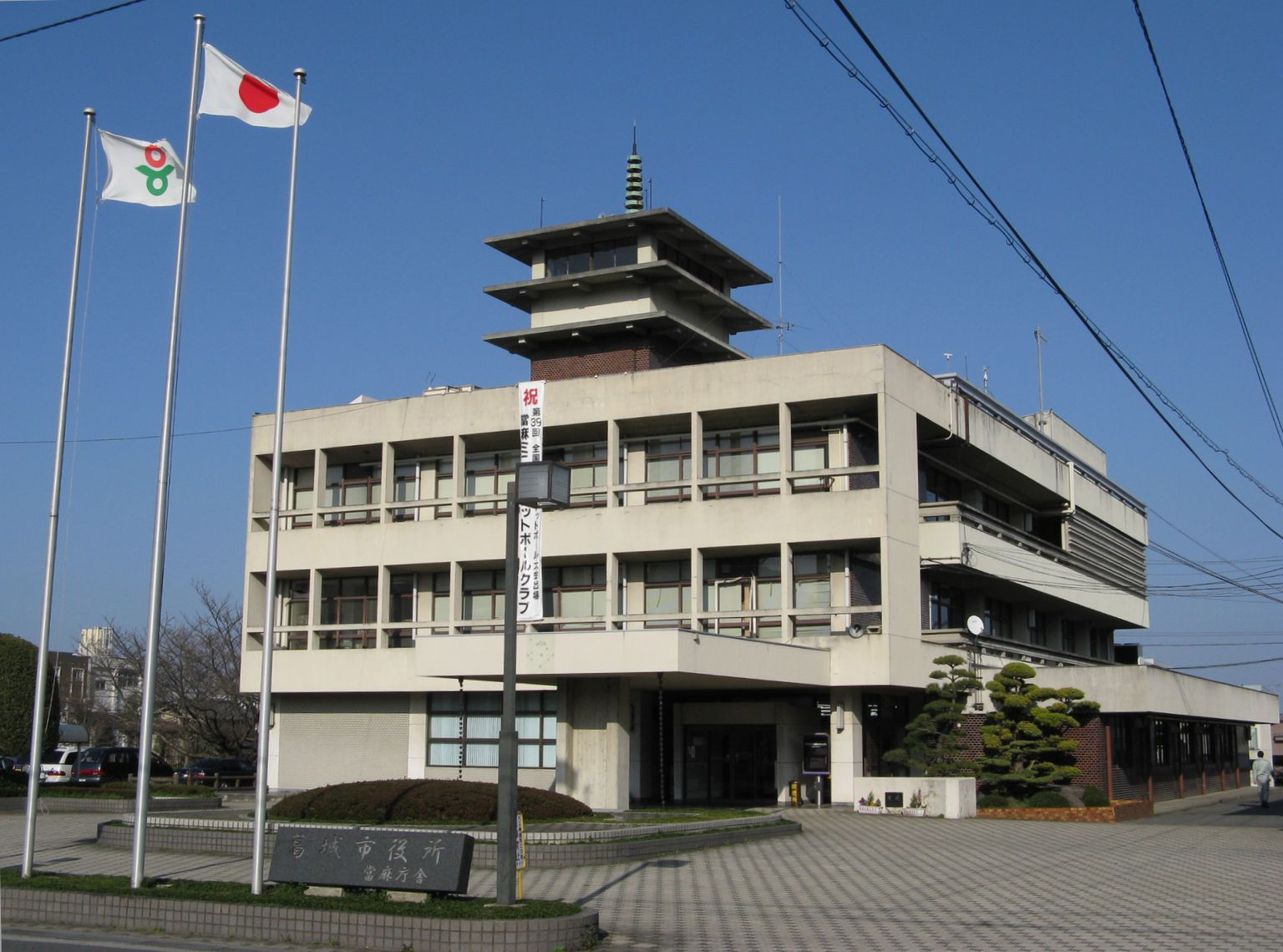
寺院風の造りの葛城市役所當麻庁舎

- 當麻寺 - 牡丹の名所
- 葛城市役所當麻庁舎（旧・當麻町役場）
- 葛城市相撲館
- 長尾神社（鎮守の森）

## バス路線
葛城市公共バス
- ミニバスA 當麻ルート　当麻寺駅前停留所
- ミニバスC 兵家・中戸ルート　当麻寺駅南停留所

## 隣の駅
近畿日本鉄道
F 南大阪線
■急行・■区間急行
通過（ただし牡丹開花シーズンに、隣の二上神社口駅と共に急行の臨時停車あり）
■準急・■普通
二上神社口駅 (F20) - 当麻寺駅 (F21) - 磐城駅 (F22)